# Desa Karangasem (administrativ by i Indonesien, Jawa Barat, lat -6,86, long 108,66)
Desa Karangasem är en administrativ by i Indonesien.   Den ligger i provinsen Jawa Barat, i den västra delen av landet, 210 km öster om huvudstaden Jakarta.